# Ian Swinley
Ian Swinley, född 27 oktober 1891 i Barnes London England död 16 september 1937 i London, var en engelsk skådespelare. Han var gift med skådespelaren Mary Merrall.

## Filmografi (urval)
- 1932 - The Barton Mystery
- 1928 - The Infamous Lady
- 1921 - How Kitchener Was Betrayed
- 1920 - Bleak House
- 1914 - Trilby